# Big Boi and Dre Present... Outkast
Big Boi and Dre Present... Outkast is een verzamelalbum van de Amerikaanse rapformatie OutKast. Het is uitgebracht op 4 december 2001 en is een greatest hits-album met de bekendste nummers van de eerste drie albums van OutKast.
Er staan drie nieuwe nummers op het album: “Funkin' Around”, "Movin' Cool (The After Party)" en "The Whole World", waarvan laatstgenoemde uitgebracht werd als single om het album te promoten.

## Tracklist
1. "Intro" – 1:07
2. "Funkin' Around" – 4:34
3. "Ain't No Thang" – 5:39
4. "So Fresh, So Clean" – 4:02
5. "Rosa Parks" – 3:57
6. "The Whole World" (met Killer Mike) – 4:55
7. "Aquemini" – 4:42
8. "B.O.B." – 4:38
9. "Southernplayalisticadillacmuzik" – 4:11
10. "Crumblin' Erb" – 5:17
11. "Ms. Jackson" – 3:59
12. "Player's Ball" (originele versie) – 4:23
13. "Elevators (Me & You)" – 4:18
14. "Spottieottiedopaliscious" – 5:58
15. "Git Up, Git Out" – 7:26
16. "Movin' Cool (The After Party)" (met Joi) – 3:59

## Medewerkers
- Yasuji Yasman Maeda - mastering
- Aaron Mills - basgitaar
- Organized Noize - producent
- OutKast - producent, muziek
- L.A. Reid - uitvoerend producent
- Darian Emory - hoorn
- Joseph Cultice - fotografie
- Jeffrey Schulz - design
- Matt Still - keyboard
- Joi Gilliam - zang
- Naoki "Bahama" Hayami - producent, mixen
- Myrna Crenshaw - zang

- Jerry Freeman - hoorn
- Patrick "Sleepy" Brown - vocalen, achtergrondzang
- Regina Davenport - coördinatie productie, A&R
- Killer Mike - vocalen
- Joe-Mama Nitzberg - creative director
- Vincent Alexander - assistant engineer, mixing assistant
- Warren Bletcher -  mixing assistant
- Jason Freeman - hoorn
- John Frye - producent, mixen
- Bernie Grundman - mastering
- Kevin Kendricks - keyboard